# نيوثاباتيسمو
نيوثاباتيسمو (بالإسبانية:  Neozapatismo)‏ هو تيارسياسي أيديولوجي يُمثل المفهوم المُعاصر لسلفه، ثاباتيسمو، الأكثر شهرة، وأصدره أعضاء جيش ثاباتيستا للتحرر الوطني وأتباعه. تبنى الجيش مُصطلح وأيديولوجية ثاباتيستا الأصلية وماجونيي الثورة المكسيكية، باعتبارها مطالب حيوية في الحياة السياسية والاجتماعية للمكسيك. كما أنها تتضمن أيضًا أفكارًا من الماركسية اللينينية واللاسلطوية، وعادةً ما يحمل قائدها ومُنظرها الأكبر، نائب القائد ماركوس، شعار النجمة الحمراء. وعقب الانتفاضة المسلحة في 1 يناير 1994، أخذ جيش ثاباتيستا للتحرر الوطني منحنًا دوليًا، استنادًا إلى إعلان سيلبا لاكاندونا والتصريحات العديدة التي أدلى بها مُتحدثها الرسمي، ماركوس.